# Haverford College
Ne doit pas être confondu avec Haverford College (census-designated place), la localité associée à l'université
Haverford College est une université d'arts libéraux fondée en 1833 comme établissement quaker à Haverford, dans l’État de Pennsylvanie aux États-Unis.
Le géographe Gilbert F. White en est le président de 1946 à 1955. Haverford College fait partie du Tri-College Consortium.

## Professeurs célèbres
Thomas Devaney